# Stanley B. Prusiner
Stanley Benjamin Prusiner (Des Moines, Iowa, 1942. május 28. –) amerikai neurológus és biokémikus. 1997-ben orvostudományi Nobel-díjban részesült a prionok felfedezéséért.

## Tanulmányai
Iowa állam fővárosában, Des Moinesben született, oroszországi eredetű zsidó családban. Apja Lawrence Prusiner építész, anyja Miriam Prusiner (lánykori nevén Spigel) volt. Nem sokkal Stanley születése után apját behívták az amerikai haditengerészethez, és a második világháború alatt kommunikációs tisztként szolgált a Csendes-óceánon. Ezalatt a család Cincinnatiban élt az anyai nagymamánál.
A háború után rövid időre visszaköltöztek Des Moinesbe (itt született Stanley öccse, Paul), de 1952-ben végleg Cincinnatiban telepedtek le. A középiskolát a Walnut Hills High Schoolban végezte, utána pedig beiratkozott a Pennsylvaniai Egyetemre, ahol fő tárgya a kémia volt. Egy hipotermiát vizsgáló kutatási projekt révén Prusiner belekóstolt az élettanba és a BSc fokozat megszerzését követően orvostudománnyal folytatta tanulmányait. Negyedévesként néhány hónapot a stockholmi Wenner-Gren Intézetben töltött, 1968-ban pedig megszerezte orvosi diplomáját a Pennsylvaniai Egyetemen.
Klinikai gyakorlatát a California University, San Francisco (USCA) klinikáján töltötte, itt ismerkedett meg leendő feleségével is.

## A prionok felfedezése
1969-ben hároméves biokémikus kutatói szerződést kapott a NIH-nál (National Institutes of Health), itteni témája az Escherichia coli glutamináz enzimje volt. A szerződés lejárta után, 1972-ben az USCA-n kezdett el neurológiai rezidensként dolgozni. Két hónappal később találkozott az első Creutzfeldt-Jakob betegségben szenvedő pácienssel. Ennek a lassú idegrendszeri leépüléssel járó kórnak ismeretlen volt az oka, de valamilyen fertőzésre, vírusra gyanakodtak.
A rezidentúra 1974-es befejezése után 1974-ben az egyetem neurológiai tanszékén kapott adjunktusi állást. Itt kezdte kutatni a juhok surlókórját (angolul scrapie) amely szintén lassú lefolyású, ismeretlen etiológiájú idegrendszeri betegség volt. Prusiner feltételezte, hogy a betegséget vírus okozza, de preparátumai csak fehérjét tartalmaztak, nukleinsavat egyáltalán nem. Eredményeit 1982-ben publikálta, melyben feltételezte, hogy a surlókórt egy csak fehérjét tartalmazó fertőző ágens okozza, és bevezette a prion (a protein és infekció szavakból) kifejezést. Elméletét kétkedéssel fogadták, de a következő évben sikerült izolálni a prionproteint és részben meghatározták az aminosavsorrendjét is. A következő években kiderítették, hogy a fehérje normál formában is jelen van az agyban, és egy mutáció hatására vesz fel olyan konformációt, ami lehetővé teszi a plakkok létrejöttét. Sikerült klónozniuk a fehérje génjét és egérbe ültetve ott is előidézték a betegséget. Bebizonyosodott, hogy az emberi Creutzfeldt–Jakob-betegséget és az Új-Guineában leírt kurut, valamint a szarvasmarhák „kergemarhakórját” is prionok okozzák. Az 1990-es évek elejére a mikrobiológusok is lassan elfogadták, hogy létezik nukleinsav nélküli fertőző ágens és Prusiner egymás után kapta a tudományos elismeréseket.

## Elismerései
Stanley B. Prusiner 1997-ben orvostudományi Nobel-díjat kapott a prionok felfedezéséért. Ezen kívül számos tudományos társaság díját ítélték neki: az alapkutatásért járó amerikai Albert Lasker-díjat (1994), a német Paul Ehrlich-díjat (1995), az izraeli Wolf-díjat (1996) és kitüntették az amerikai Nemzeti Tudományos Éremmel is (2010).
Prusiner az UCSF biokémia- és neurológiaprofesszora és a Neurodegeneratív Betegségek Intézetének igazgatója, melynek kutatása területe a prionok, az Alzheimer-kór, a Parkinson-kór és a Huntington-kór.

## Családja
Stanley Prusiner Sandy Turk középiskolai matematikatanárnőt vette feleségül, akivel 1969-ben ismerkedett meg. Két lányuk született, Helen és Leah.    